# Daniel Vanderveken
Daniel Vanderveken, né en 1949 et mort en 2019,, est un philosophe québécois d'origine belge. 
Docteur en philosophie de l'Université catholique de Louvain, il fut professeur à l'Université du Québec à Trois-Rivières et membre titulaire de l'Institut international de philosophie. Logicien, spécialiste de la philosophie analytique du langage et de l'esprit, de la sémiotique et la pragmatique formelle du discours, membre de l'Académie internationale de philosophie des sciences, directeur du Groupe de recherche sur la communication et le discours, il a fondé avec le philosophe américain John Searle la logique des actes de discours. Il a reçu le Prix d'excellence en recherche dans la catégorie « arts, sciences humaines et sociales ainsi que sciences de la gestion ». 

## Quelques-uns de ses ouvrages
- Actions, Rationalité & Décision - Actions, Rationality & Decision, avec Denis Fisette (codir.), Londres, Volume 6, College Publications, collection Cahiers de Logique et d'Épistémologie, 2008.
- Logic, Thought and Action dans la collection Logic (dir.), Epistemology and the Unity of Science de Springer, 2005.
- Essays in Speech Acts Theory, avec Susumu Kubo (eds.), Amsterdam, John Benjamins Publisher,  2001.
- Les actes de discours : Essai de philosophie du langage et de l'esprit sur la signification des énonciations, Liège et Bruxelles, Pierre Mardaga, 1988.
- Principles of Speech Acts Theory (édition en japonais par Susumu Kubo), Tokyo, Shohakusha Publishing, 1994.
- Foundations of Illocutionary Logic, avec John Searle, Cambridge University Press, 1985.